# Crocidura vosmaeri
Crocidura vosmaeri — вид ссавців родини Soricidae. Він відомий лише з острова Бангка в Індонезії та, можливо, Суматри. Він живе в первинних і вторинних низинних лісах і не ясно, чи може пристосуватися до людських поселень, таких як плантації. Йому загрожує втрата лісу для вирубки, розширення плантацій, таких як пальмова олія, і видобуток корисних копалин.